# Belojarski (Chanten und Mansen)
Belojarski (russisch Белоя́рский) ist eine Stadt in Westsibirien, im Autonomen Kreis der Chanten und Mansen/Jugra (Russland), mit 20.283 Einwohnern (Stand 14. Oktober 2010).

## Geographie
Die Stadt liegt an der Nordflanke des Sibirischen Landrückens im Westsibirischen Tiefland am Kasym, einem rechten Nebenfluss des Ob. Das Klima ist kontinental.
Die Stadt Belojarski ist Verwaltungszentrum des gleichnamigen Rajons im Nordwesten des Autonomen Kreises.

## Geschichte
Belojarski entstand 1969 als Stützpunkt für den Bau von Erdgasleitungen von der Jamal-Halbinsel über Nadym in den europäischen Teil Russlands. Der Ortsname bezieht sich auf die hellen Gesteine (russ. бе́лый/bely – weiß, hell), die am steil abfallenden Flussufer (russ. яр/jar) zutage treten.
1973 wurde der Ort zur Siedlung städtischen Typs, 1988 erhielt er mit Gründung des gleichnamigen Rajons Stadtrecht.

### Bevölkerungsentwicklung
| Jahr | Einwohner |
| ---- | --------- |
| 1970 | 400       |
| 1979 | 7.542     |
| 1989 | 20.534    |
| 2002 | 18.721    |
| 2010 | 20.283    |

Anmerkung: Volkszählungsdaten (1970 gerundet)

## Kultur, Bildung und Sehenswürdigkeiten
In Belojarski gibt es ein kleines Historisches und Heimatmuseum.
Es existieren Filialen mehrerer regionaler höherer Bildungseinrichtungen.

## Wirtschaft
Hauptwirtschaftszweig ist Betrieb und Unterhaltung der Erdgaspipelines durch Tjumentransgas (Тюментрансгаз). Nach  Erdölfunden in der Umgebung begannen Firmen wie RITEKBelojarskneft (РИТЭКБелоярскнефть) mit der Ausbeutung der Vorkommen.
Eher von lokaler Bedeutung sind Ren- und Pelztierhaltung sowie Fischfang, die im Rajon betrieben werden.